# Кримов Юрій Соломонович
Кримов (Беклемішев) Юрій Соломонович (псевдонім; справжнє прізвище — Беклемішев; 6 (19) січня 1908, Санкт-Петербург, Російська імперія — 20 вересня 1941, Богодухівка, Чорнобаївський район, Черкаська область, УРСР, СРСР) — російський радянський письменник.

## Життєпис
Закінчив Московський державний університет імені Ломоносова (1936).
За його однойменною повістю створено фільм Олександра Файнциммера «Танкер „Дербент“» (1941, Одеська кіностудія).

Могила Ю. Кримова

Загинув на фронті. Похований у с. Богодухівка Черкаської області.